# آيت عباس (الجزائر)

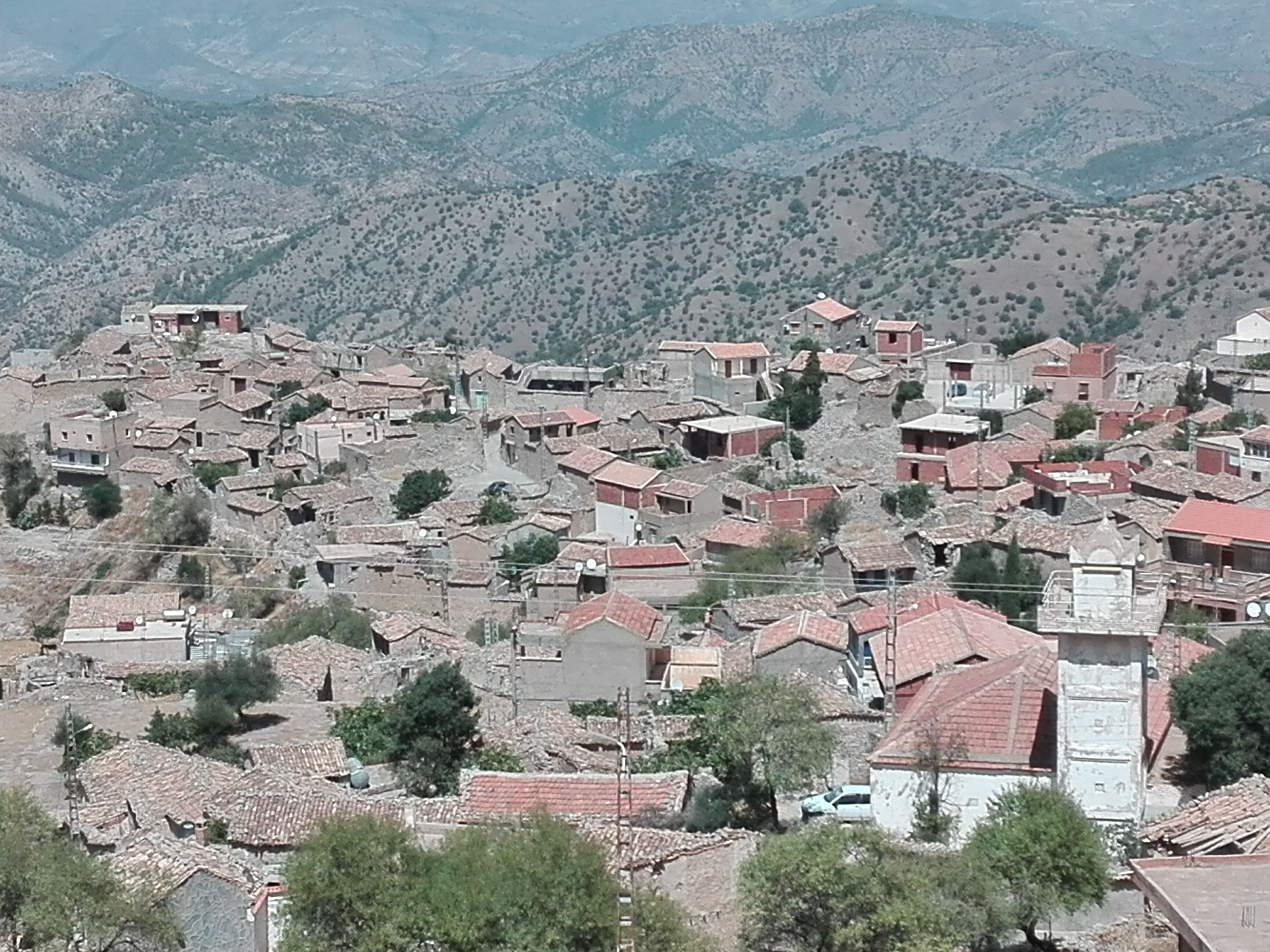
منظر من احياء المدينة

آيت عباس أو بني عباس يُشكل اتحاد قبائل (عرش) الذي أنشئ على الضفة اليمنى لواد الساحل- الصومام في منطقة القبائل بالبيبان في شمال الجزائر. كان قادتها، من النبلاء المحاربين، مؤثرين جدًا في جميع أنحاء المنطقة الواقعة جنوب بجاية .
منذ تأسيس قلعة بني عباس في القرن السادس عشر وحتى بداية الاستعمار الفرنسي، يُعين كبار زعماء آيت عباس من بين أحفاد آخر سلاطين بجاية، أبو العباس عبد العزيز. آخر زعيم هو الشيخ المقراني، أحد قادة انتفاضة 1871 .
من مطلع القرن إلى حرب الاستقلال، شهد آيت عباس التراجع التدريجي لهيمنتهم الاقتصادية والحرفية على منطقة القبائل والمرتفعات السطايفية.

## التنظيم
قبل احتلال منطقة القبائل، كان أيت عباس يتألف من ثماني مجموعات من السكان تضم أكثر من خمسين قرية (24000 فرد)
- آيت حمادوش
- آيت عيسى
- جبايلية (أهل الجبل) : دزينة من القرى التي تشكل اليوم جزءًا من بلديات ثنية النصر (، بوقطن، أولاد علاوة، أولاد راشد، بوراية، فرّاشة، جديدة، والسحامدة) وإغيل علي (تازلة، إيلوجين، موكا).
- تيقرين
- آيت موسى
- آيت جمعة : ومنها قرية اغيل علي
- آث محند أو موسى
- آيت أرزين

بمرسوم 13 مارس 1869 تكتل السكان وانقسموا إلى خمس قرى كبيرة كانت تسمى في ذلك الوقت «الدوار البلدية» (تازمالت، تيقرين، موقا، بوني، آيت رزين).

## الأوصاف التاريخية
« بني عباس: تم تأسيس أقوى قبائل القبايل على الضفة اليمنى لوادي الساحل أو نهر بوجي (الجزائر، مقاطعة قسنطينة) على مساحة تقارب 37000 هكتار، ويحدها من الشرق سهل مجانة. المنطقة صعبة التضاريس وقد أقام السكان خمسين قراهم إما على قمم معزولة أو على تلال يصعب الوصول إليها، وكانوا هم من راقبوا ممر البيبان الشهير، على الطريق من الجزائر العاصمة إلى سطيف. نعلم أن الفرنسيين قد تجاوزوه عام 1839 ؛ في مايو 1847بعد أن قامت قواتنا برحلة استكشافية في وادي واد الساحل، سعى بني عباس لمعارضتها، لكنهم رأوا سبعة من قراهم مدمرة وأجبروا على الاستسلام. لقد قاموا بدور كبير في تمرد 1871. اشتهر آل بني عباس بأنهم أكثر القبائل كدحًا. يزرعون القليل من الحبوب وشجرة التين التي يجفون ثمارها والعديد من أشجار الزيتون. لكن موردهم الرئيسي يتمثل في صناعة الصابون، ونسج الحياكة الرمادية المخططة المرغوبة للغاية، وتصنيع الأسلحة النارية، والأعمال الصغيرة في الخشب المنحوت، إلخ. تتناقض نظافة بني عباس مع نقص الرعاية الذي يميز عادة القبايل. بالإضافة إلى حوالي خمسين قرية، تمتلك بني عباس مدينة حقيقية، عاصمتها القلعة الشهيرة، والتي كانت تعتبر منيعة والتي أظهرت بفخر مدافع مأخوذة من الفرنسيين خلال حملة بوفورت عام 1664. خير الدين، في 1560، لإبقائهم تحت السيطرة، أسسوا بلدة زمورة على الحدود الشرقية لأراضيهم. قدرت كاريت عدد سكان بني عباس عام 1848 بنحو 24000 فرد. الوثائق الرسمية المنشورة عام 1879 تعطيها 12840 نسمة فقط. دون احتساب دوار تازمالت. »

— "الموسوعة الكبرى: جرد مسبب للعلوم والآداب والفنون" ، المجلد 6 ، "الموسوعة الكبرى" (باريس) ، 1885-1902 ، ص 172

## روابط خارجية
- إرنست كاريت، دراسات حول منطقة القبايل نفسها، المطبعة الملكية، 1848، صفحة 2، ص 355-366